# Leptocerus allaeri
Leptocerus allaeri är en nattsländeart som beskrevs av Jacquemart 1966. Leptocerus allaeri ingår i släktet Leptocerus och familjen långhornssländor. Inga underarter finns listade i Catalogue of Life.